# Cattleya jongheana
Cattleya jongheana (возможные русские названия: Каттлея Йонга, или Лелия Йонга, или Софронитис Йонга) — многолетнее травянистое растение семейства Орхидные (Orchidaceae).
Вид не имеет устоявшегося русского названия, в русскоязычных источниках чаще используется синонимы научного названия Sophronitis jongheana или Laelia jongheana.
До 2000 года вид назывался Laelia jongheana, с 2000 по 2008 — Sophronitis jongheana, с 2008 — Cattleya jongheana.
Вид назван в честь бельгийского питомника орхидей Jonghe.

## Синонимы
По данным Королевских ботанических садов в Кью:
- Bletia jongheana (Rchb.f.) Rchb.f., 1872
- Laelia jongheana Rchb.f., 1872 basionym
- Sophronitis jongheana (Rchb.f.) Van den Berg & M.W.Chase, 2000
- Hadrolaelia jongheana (Rchb.f.) Chiron & V.P.Castro, 2002

## Биологическое описание
Симподиальное растение средних размеров.
Ризома короткая (расстояние между побегами 0,5—1 см).
Псевдобульбы веретеновидные, однолистные, до 6 см в высоту.
Листья темно-зеленые, суккулентные, жесткие, около 12 см длиной.
Цветонос до 16 см длиной, 1 или 2 цветковый.
Цветки яркие, ароматные, 7—16 см в диаметре. Листочки околоцветника бледно сиреневые; губа белая, трубчатая, волнистая по краю, с лиловым крапом и жёлтым пятном в основании.

## Распространение, экологические особенности
Эндемик Бразилии.
Эпифит.
Cattleya jongheana имеет прерванный ареал. Встречается в горных лесах на высотах от 1300 до 1600 метров над уровнем моря. Одна популяция существует в горах штата Минас-Жерайс, вторая в Эспириту-Санту.
Зарегистрированные экстремальные температуры в местах естественного произрастания: 37 °C и 3 °C.

Средняя влажность воздуха колеблется от 70 % в зимний период более чем 80 % в течение лета и осени.

Осадки: от 18 мм в январе до 348 мм в июне.

Средние температуры (день/ночь) от 19/10 °C в январе до 25/16 °C летом. Цветение с января по апрель, с пиком в марте. Иногда может процветать в конце лета.
Охраняемый вид. В природе крайне редок. Входит в Приложение I Конвенции CITES.

## В культуре
Температурная группа — умеренная. 

Температура воздуха летом: день 23—25 °C, ночь 15—16 °C, с ежедневным перпадом 8—10 °C. Зимой: 19—22 °C днем и 10—11 °C ночью.
Этот вид лучше растет на блоке из коры пробкового дуба. Возможна посадка в горшок или корзинку для эпифитов с субстратом из сосновой коры средней или крупной фракции. 
 Полив регулярный. Субстрат после полива должен полностью просыхать. Для полива лучше использовать воду прошедшую очистку методом обратного осмоса.

После окончания роста псевдобульб наступает период покоя, во время которого сокращают полив и понижают температуру воздуха. 

Относительная влажность воздуха 70—80 %. 

Свет: 30000—45000 люкс. 
В период вегетации подкормки комплексным удобрением для орхидей в минимальной концентрации 1—3 раза в месяц. 
Цветение: конец зимы — начало весны.